# Lijst van voormalige windmolens in Nederland
In Nederland staan circa 1180 windmolens, waarvan er vele maalvaardig zijn. Daarnaast zijn er ook vele restanten van molens te vinden. In sommige gevallen hebben deze een nieuwe functie gekregen. Andere staan te wachten op herbouw, en weer andere vormen een herinnering aan vervlogen tijden.
Er stonden in het verleden ruim 10.000 windmolens in Nederland. Onderstaand overzicht betreft in principe uitsluitend de molens waarover op Wikipedia een artikel bestaat, waarvan een afbeelding aanwezig is, of die relevant zijn in samenhang met bestaande artikelen.
| Naam                                                                            | Plaats                              | Gemeente            | Provincie     | Type molen               | Functie                      | Zichtbare restanten                                       | Huidig gebruik                                        | Foto        |
| ------------------------------------------------------------------------------- | ----------------------------------- | ------------------- | ------------- | ------------------------ | ---------------------------- | --------------------------------------------------------- | ----------------------------------------------------- | ----------- |
| Korenmolen                                                                      | Schoonoord                          | Coevorden           | Drenthe       | stellingmolen            | korenmolen                   | ondertoren met achtkant                                   | woning                                                |             |
| Lutke's Meule                                                                   | Nijeveen                            | Meppel              | Drenthe       | kleine stellingmolen     | korenmolen                   | ondertoren                                                |                                                       |             |
| Bonner Molen                                                                    | Bonnen                              | Aa en Hunze         | Drenthe       | stellingmolen            | korenmolen                   | geen                                                      |                                                       |             |
| Molen van Greving                                                               | Anloo                               | Aa en Hunze         | Drenthe       | grondzeiler              | korenmolen                   | geen                                                      |                                                       |             |
| Molen van Brands                                                                | Rolde                               | Aa en Hunze         | Drenthe       | stellingmolen            | korenmolen                   | geen                                                      |                                                       |             |
| Molen van Everts                                                                | Bonnerveen                          | Aa en Hunze         | Drenthe       | stellingmolen            | korenmolen                   | geen                                                      |                                                       |             |
| Molen Het Hert                                                                  | Drachten                            | Smallingerland      | Friesland     | stellingmolen            | korenmolen                   | geen                                                      |                                                       |             |
| De Non                                                                          | Ferwerd                             | Ferwerderadeel      | Friesland     | grondzeiler              | poldermolen                  | fundering                                                 |                                                       |             |
| De Petten                                                                       | Wartena                             | Boornsterhem        | Friesland     | spinnenkopmolen          | poldermolen                  | ondertoren                                                |                                                       |             |
| De Westermolen                                                                  | Winsum                              | Littenseradeel      | Friesland     | grondzeiler              | poldermolen                  | in opslag                                                 |                                                       |             |
| Windmotor Goutum 1                                                              | Goutum                              | Leeuwarden          | Friesland     | Amerikaanse windmotor    | poldermolen                  | in restauratie                                            |                                                       |             |
| Tjasker Bolsward                                                                | Bolsward                            | Súdwest-Fryslân     | Friesland     | tjasker                  | poldermolen                  | niet maalvaardig                                          |                                                       |             |
| Windmotor Goutum 2                                                              | Goutum                              | Leeuwarden          | Friesland     | Amerikaanse windmotor    | poldermolen                  | ondertoren                                                |                                                       |             |
| Windmotor Itens 2                                                               | Itens                               | Leeuwarden          | Friesland     | Amerikaanse windmotor    | poldermolen                  | fundering                                                 |                                                       |             |
| Windmotor Oldeholtpade                                                          | Oldeholtpade                        | Weststellingwerf    | Friesland     | Amerikaanse windmotor    | poldermolen                  | geen, verdwenen voor 2018                                 |                                                       |             |
| De Noordster                                                                    | Sint Annaparochie                   | Het Bildt           | Friesland     | monniksmolen             | poldermolen                  | gesloopt in 1983                                          |                                                       |             |
| Watermolen Polder Zuidbroek                                                     | Sint Annaparochie                   | Het Bildt           | Friesland     | Grondzeiler              | poldermolen                  | 1973 afgebrand                                            |                                                       |             |
| De Bjusse                                                                       | Tzummarum                           | Franekeradeel       | Friesland     | Grondzeiler              | poldermolen                  | 1972 omgewaaid, 1978 restant gesloopt                     |                                                       |             |
| Molen van Beusink                                                               | Lievelde                            | Oost Gelre          | Gelderland    | grondzeiler              | korenmolen                   | gesloopt in 1968                                          |                                                       |             |
| Haaftense Poldermolen                                                           | Haaften                             | Neerijnen           | Gelderland    | wipmolen                 | korenmolen                   | in 1947 verbrand                                          |                                                       |             |
| Emper Molen                                                                     | Empe                                | Brummen             | Gelderland    | achtkante bovenkruier    | korenmolen                   | romp                                                      |                                                       |             |
| De Haas                                                                         | Asperen                             | Lingewaal           | Gelderland    | stellingmolen            | korenmolen                   | romp                                                      |                                                       |             |
| De Hoop                                                                         | Doornenburg                         | Lingewaard          | Gelderland    | Beltmolen                | korenmolen                   | opgeblazen in de Tweede Wereldoorlog                      |                                                       |             |
| Op Hoop van Zegen                                                               | Aalten                              | Aalten              | Gelderland    | Beltmolen                | Korenmolen                   | Omgetrokken in 1967                                       |                                                       |             |
| Molen van Lukassen                                                              | Varsselder                          | Oude IJsselstreek   | Gelderland    | Grondzeiler              | Korenmolen                   | onttakelde molen, sinds, ca. 1971                         |                                                       |             |
| Reyrinksmolen                                                                   | Silvolde                            | Oude IJsselstreek   | Gelderland    | Beltmolen                | korenmolen                   | onttakelde molen, sinds ca. 1988                          |                                                       |             |
| De Varsselse molen                                                              | Varssel                             | Bronckhorst         | Gelderland    | bovenkruier              | korenmolen                   | romp; in 1915 ontwiekt, in 1925 vloog de kap van de molen | onbekend                                              |             |
| De Vrees                                                                        | Winterswijk                         | Winterswijk         | Gelderland    | bovenkruier              | korenmolen                   | in opslag                                                 | is herbouwd in Kootwijkerbroek (Puurveense molen)     |             |
| Waterpomp (St. Hubertus)                                                        | Otterlo                             | Ede                 | Gelderland    | Amerikaanse windmolen    | waterpomp voor vijver        | pomphuis                                                  | onbekend                                              |             |
| De Welvaart                                                                     | Groessen                            | Duiven              | Gelderland    | stellingmolen            | korenmolen                   | romp                                                      |                                                       |             |
| Windmotor (Apeldoorn)                                                           | De Haere                            | Apeldoorn           | Gelderland    | Amerikaanse windmolen    | onbekend                     | verroest, zonder wieken                                   | geen                                                  |             |
| Zwarte Molen                                                                    | 's-Heerenberg                       | Montferland         | Gelderland    | Beltmolen                | korenmolen                   | romp                                                      | rondleidingen vanaf eind 2020                         |             |
| De Bombay                                                                       | Doezum                              | Grootegast          | Groningen     | grondzeiler              | poldermolen                  | romp                                                      | tot woning verbouwd                                   |             |
| Helpermolen                                                                     | Helpman                             | Groningen           | Groningen     | stellingmolen            | koren- en pelmolen           | romp                                                      | tot woonruimtes verbouwd                              |             |
| Immenga-Molen                                                                   | Finsterwolde                        | Oldambt             | Groningen     | stellingmolen            | koren- en pelmolen           | verdwenen                                                 |                                                       |             |
| Kepelse Meule                                                                   | Roermond                            | Roermond            | Limburg       | beltmolen                | korenmolen                   | romp                                                      | in herbouw                                            |             |
| Windmolen van Banholt                                                           | Banholt                             | Eijsden-Margraten   | Limburg       | grondzeiler              | korenmolen                   | romp                                                      | mogelijk herbouw                                      |             |
| Overhekermolen                                                                  | Klimmen                             | Voerendaal          | Limburg       | beltmolen                | korenmolen                   | romp                                                      |                                                       |             |
| Torenmolen van Well                                                             | Well                                | Bergen              | Limburg       | torenmolen               | korenmolen                   | romp                                                      |                                                       |             |
| Hafmansmolen                                                                    | Horst                               | Horst aan de Maas   | Limburg       | zetelkruier              | korenmolen                   | verdwenen                                                 |                                                       |             |
| Zeldenrust                                                                      | Thorn                               | Maasgouw            | Limburg       | beltmolen                | korenmolen                   | romp                                                      | woning                                                |             |
| Goofersmolen                                                                    | Blerick                             | Venlo               | Limburg       | standerdmolen            | korenmolen                   | verdwenen                                                 |                                                       |             |
| Jansens Standerdmolen                                                           | Velden                              | Venlo               | Limburg       | standerdmolen            | korenmolen                   | verdwenen                                                 |                                                       |             |
| Maagdenbergsmolen                                                               | Venlo                               | Venlo               | Limburg       | standerdmolen            | korenmolen                   | verdwenen                                                 |                                                       |             |
| Molen Van der Steen                                                             | Venlo                               | Venlo               | Limburg       | stellingmolen            | korenmolen, houtzaagmolen    | verdwenen                                                 |                                                       |             |
| Peetersmolen                                                                    | Venlo                               | Venlo               | Limburg       | beltmolen                | korenmolen                   | verdwenen                                                 |                                                       |             |
| Sint-Antoniusmolen                                                              | Blerick                             | Venlo               | Limburg       | stellingmolen            | korenmolen                   | verwoest                                                  |                                                       |             |
| Villegerveldsmolen                                                              | Venlo                               | Venlo               | Limburg       | grondzeiler, beltmolen   | korenmolen, oliemolen        | verdwenen                                                 |                                                       |             |
| Molen Jacobs                                                                    | Milsbeek                            | Gennep              | Limburg       | beltmolen                | korenmolen                   | romp                                                      | kantoor                                               |             |
| Poldermolen                                                                     | Milsbeek                            | Gennep              | Limburg       | ronde stenen grondzeiler | poldermolen                  | romp                                                      |                                                       |             |
| Linnermolen                                                                     | Linne                               | Maasgouw            | Limburg       | beltmolen                | korenmolen                   | romp                                                      | woning                                                | Linnermolen |
| De Anna                                                                         | Berghem                             | Oss                 | Noord-Brabant | grondzeiler              | korenmolen                   | romp                                                      | geen                                                  |             |
| Essche molen                                                                    | Esch                                | Haaren              | Noord-Brabant | stellingmolen            | korenmolen                   | romp                                                      | woonhuis                                              |             |
| De Hoop                                                                         | Beers                               | Cuijk               | Noord-Brabant | stellingmolen            | korenmolen                   | romp                                                      | geen                                                  |             |
| De Hoop                                                                         | Breda Princenhage                   | Breda               | Noord-Brabant | stellingmolen            | korenmolen                   | romp                                                      | geen                                                  |             |
| De Hoop                                                                         | Dongen                              | Dongen              | Noord-Brabant | beltmolen                | korenmolen                   | romp                                                      | geen                                                  |             |
| De Hoop                                                                         | Keldonk                             | Meierijstad         | Noord-Brabant | beltmolen                | korenmolen                   | in restauratie                                            |                                                       |             |
| De Hoop                                                                         | Waspik                              | Waalwijk            | Noord-Brabant | stellingmolen            | korenmolen                   | in 1923 uitgebrand en afgebroken                          | geen                                                  |             |
| Koeveringse molen                                                               | Sint-Oedenrode / Schijndel / Veghel | Meierijstad         | Noord-Brabant | standerdmolen            | korenmolen                   | verdwenen                                                 | nvt                                                   |             |
| Het Landeke                                                                     | Werkendam                           | Werkendam           | Noord-Brabant | grondzeiler              | poldermolen                  | romp                                                      | weekeindhuisje                                        |             |
| Molen de Moer                                                                   | Hooge Zwaluwe                       | Drimmelen           | Noord-Brabant | grondzeiler              | poldermolen                  | romp                                                      | woning                                                |             |
| Molen Duffhues                                                                  | Rosmalen                            | 's-Hertogenbosch    | Noord-Brabant | stellingmolen            | korenmolen                   | romp                                                      | woonhuis                                              |             |
| Molen Himbergen                                                                 | Middelbeers                         | Oirschot            | Noord-Brabant | stellingmolen            | korenmolen                   | romp                                                      |                                                       |             |
| Molen Parklaan                                                                  | 's-Hertogenbosch                    | 's-Hertogenbosch    | Noord-Brabant | standerdmolen            | korenmolen                   | verdwenen                                                 |                                                       |             |
| Molen van der Wouw                                                              | Loon op Zand                        | Loon op Zand        | Noord-Brabant | stellingmolen            | korenmolen                   | romp                                                      |                                                       |             |
| Molen van Sint Anthonis                                                         | Sint Anthonis                       | Sint Anthonis       | Noord-Brabant | standerdmolen            | korenmolen                   | verdwenen                                                 | monument                                              |             |
| Molen van Standdaarbuiten                                                       | Standdaarbuiten                     | Moerdijk            | Noord-Brabant | stellingmolen            | korenmolen                   | gedeeltelijke romp                                        | expositieruimte                                       |             |
| Nooit Gedacht                                                                   | Schaijk                             | Landerd             | Noord-Brabant | grondzeiler              | korenmolen                   | romp                                                      | geen                                                  |             |
| Ronde Molen                                                                     | Gemonde                             | Sint-Michielsgestel | Noord-Brabant | stellingmolen            | korenmolen                   | romp                                                      | geen                                                  |             |
| Schuddebeursche Watermolen                                                      | Lage Zwaluwe                        | Drimmelen           | Noord-Brabant | grondzeiler              | poldermolen                  | romp                                                      |                                                       |             |
| Sint Maartenspolder                                                             | Hoeven                              | Halderberge         | Noord-Brabant | grondzeiler              | poldermolen                  | romp                                                      | woonhuis                                              |             |
| Victoria                                                                        | Oosteind                            | Oosterhout          | Noord-Brabant | stellingmolen            | koren- en schorsmolen        | romp                                                      | mogelijk herstel                                      |             |
| Molen van Berkhout                                                              | Egmond aan den Hoef                 | Bergen              | Noord-Holland | beltmolen                | voorheen korenmolen          | in restauratie                                            | -                                                     |             |
| De Haen                                                                         | Benningbroek                        | Medemblik           | Noord-Holland | stellingmolen            | voorheen korenmolen          | houten achtkant                                           | is onderdeel van restauratieproject oliemolen De Pauw |             |
| De Hoop                                                                         | Amsterdam                           | Amsterdam           | Noord-Holland | stellingmolen            | voorheen Zaagmolen           | verdwenen                                                 | nvt                                                   |             |
| De Koperslager                                                                  | Zaandijk                            | Zaanstad            | Noord-Holland | stellingmolen            | voorheen oliemolen           | verbrand en gesloopt 1964                                 | nvt                                                   |             |
| De Nachtegaal                                                                   | Heemstede                           | Heemstede           | Noord-Holland | stellingmolen            | voorheen korenmolen          | romp                                                      | kunstenaarsatelier                                    |             |
| Ondermolen Schagerwaard of Witsmeer (Oostelijke ondermolen van De Schagerwaard) | Dirkshorn                           | Harenkarspel        | Noord-Holland | grondzeiler              | voorheen poldermolen         | molenstomp                                                | woning                                                |             |
| De Os                                                                           | Zaandam                             | Zaanstad            | Noord-Holland | stellingmolen            | voorheen oliemolen           | houten achtkant                                           | op afspraak                                           |             |
| De Oude Wolf                                                                    | Zaandam                             | Zaanstad            | Noord-Holland | stellingmolen            | voorheen oliemolen           | houten achtkant                                           | molen gesloopt 1877, schuur verbrand 1904             |             |
| De Paauw                                                                        | Nauerna                             | Zaanstad            | Noord-Holland | stellingmolen            | voorheen oliemolen           | houten achtkant                                           | in herbouw sinds 2016                                 |             |
| Stammermolen                                                                    | Diemen                              | Diemen              | Noord-Holland | grondzeiler              | voorheen poldermolen         | molenstomp                                                | woning                                                |             |
| Strijkmolen A                                                                   | Oudorp                              | Alkmaar             | Noord-Holland | grondzeiler              | voorheen poldermolen         | in 1941 verdwenen                                         | nvt                                                   |             |
| Strijkmolen H                                                                   | Rustenburg                          | Koggenland          | Noord-Holland | grondzeiler              | voorheen poldermolen         | in 1936 gesloopt                                          | nvt                                                   |             |
| Vennewatersmolen                                                                | Egmond-Binnen                       | Bergen              | Noord-Holland | grondzeiler              | voorheen poldermolen         | in 1930 verwoest en in 1931 rest gesloopt                 | nvt                                                   |             |
| Bisschopsmolen                                                                  | Oldenzaal                           | Oldenzaal           | Overijssel    | standerdmolen            | korenmolen                   | geen; gesloopt in 1913                                    | nvt                                                   |             |
| Reerink / Het Anker                                                             | Oldenzaal                           | Oldenzaal           | Overijssel    | standerdmolen            | korenmolen                   | geen; gesloopt in 1993                                    | nvt                                                   |             |
| Brixmölle                                                                       | Boskamp                             | Olst-Wijhe          | Overijssel    | stellingmolen            | korenmolen                   | romp (herbekleed met steen)                               | woning/kantoor                                        |             |
| Dikkersmolen                                                                    | Borne                               | Borne               | Overijssel    | stellingmolen            | korenmolen                   | geen; verplaatst in 1905                                  | nvt                                                   |             |
| Dorther Molen                                                                   | Bathmen                             | Deventer            | Overijssel    | stellingmolen            | koren- en pelmolen           | romp                                                      |                                                       |             |
| Eschmolen                                                                       | Delden                              | Hof van Twente      | Overijssel    | grondzeiler              | korenmolen                   | geen; restant afgebrand in 1959                           | nvt                                                   |             |
| De Gietersche molen                                                             | Giethoorn                           | Steenwijkerland     | Overijssel    | grondzeiler              | poldermolen                  | slechts romp behouden                                     | horeca                                                |             |
| De Haarmolen                                                                    | Staphorst                           | Staphorst           | Overijssel    | beltmolen                | korenmolen                   | romp                                                      |                                                       |             |
| De Hersteller                                                                   | Zwolle                              | Zwolle              | Overijssel    | stellingmolen            | runmolen                     | romp                                                      |                                                       |             |
| De Hoop                                                                         | Borne                               | Borne               | Overijssel    | stellingmolen            | korenmolen                   | geen; restant rond 2003 afgebroken                        | nvt                                                   |             |
| Molen op de Elshof                                                              | Elshof                              | Olst-Wijhe          | Overijssel    | stellingmolen            | korenmolen                   | romp                                                      | woning                                                |             |
| De Jonge Gerrit                                                                 | Wijhe                               | Olst-Wijhe          | Overijssel    | stellingmolen            | korenmolen                   | romp                                                      | woning                                                |             |
| Molen van Boks                                                                  | Olst                                | Olst-Wijhe          | Overijssel    | grondzeiler              | korenmolen                   | romp met kap                                              |                                                       |             |
| Vreest Niet                                                                     | Elsen                               | Hof van Twente      | Overijssel    | stellingmolen            | koren- en pelmolen           | romp                                                      |                                                       |             |
| Bijlhouwerstoren                                                                | Utrecht                             | Utrecht             | Utrecht       |                          |                              |                                                           | afgebroken in 1872                                    |             |
| De Gans                                                                         | Utrecht                             | Utrecht             | Utrecht       |                          |                              |                                                           | afgebroken in maart 1920                              |             |
| De Hoop                                                                         | Maarssen                            | Stichtse Vecht      | Utrecht       | stellingmolen            | korenmolen                   | verdwenen                                                 | afgebroken in 1968                                    |             |
| De Kat                                                                          | Utrecht                             | Utrecht             | Utrecht       |                          |                              |                                                           | afgebroken in 1909                                    |             |
| Kranenburg                                                                      | Utrecht                             | Utrecht             | Utrecht       | stellingmolen            | houtzaagmolen                | verdwenen, locatie wordt aangegeven door grote stenen     |                                                       |             |
| De Meiboom                                                                      | Utrecht                             | Utrecht             | Utrecht       | stellingmolen            |                              | Delen zijn hergebruikt in Rijn en Zon                     | afgebroken rond 1912                                  |             |
| Molen van de Polder Winkel                                                      | Abcoude                             | De Ronde Venen      | Utrecht       | wipmolen                 | poldermolen                  | onderbouw                                                 |                                                       |             |
| Molen van Ruijsdael                                                             | Wijk bij Duurstede                  | Wijk bij Duurstede  | Utrecht       | stellingmolen            | korenmolen                   | restant                                                   |                                                       |             |
| Molen van Van Zijl                                                              | Bunnik                              | Bunnik              | Utrecht       | stellingmolen            | poldermolen                  | verdwenen                                                 | afgebroken in 2020                                    |             |
| De Plasmolen                                                                    | Vinkeveen                           | De Ronde Venen      | Utrecht       | grondzeiler              | poldermolen                  | romp                                                      | woonhuis                                              |             |
| Rijn en Son                                                                     | Utrecht                             | Utrecht             | Utrecht       |                          |                              |                                                           | afgebroken rond 1912                                  |             |
| Watertoren (Soestdijk)                                                          | Soestdijk                           | Baarn               | Utrecht       | torenmolen, rosmolen     | waterpomp, tevens watertoren | watertoren                                                | souvenirwinkel                                        |             |
| Molen van Aalbregtse                                                            | Cadzand                             | Sluis               | Zeeland       | grondzeiler              | korenmolen                   | romp                                                      |                                                       |             |
| De Haas                                                                         | Oud-Sabbinge                        | Goes                | Zeeland       | stellingmolen            | korenmolen                   | romp                                                      |                                                       |             |
| Het Hert                                                                        | Brouwershaven                       | Schouwen-Duiveland  | Zeeland       | standerdmolen            | korenmolen                   | omgewaaid-verdwenen                                       |                                                       |             |
| De Hoop                                                                         | Heinkenszand                        | Borsele             | Zeeland       | stellingmolen            | korenmolen                   | romp                                                      |                                                       |             |
| De Hoop                                                                         | Hoofdplaat                          | Sluis               | Zeeland       | grondzeiler              | korenmolen                   | romp                                                      |                                                       |             |
| De Hoop                                                                         | Sint Laurens                        | Middelburg          | Zeeland       | stellingmolen            | korenmolen                   | romp                                                      |                                                       |             |
| Molen Luteyn                                                                    | Nieuwvliet                          | Sluis               | Zeeland       | stellingmolen            | korenmolen                   | romp                                                      |                                                       |             |
| Molen Luteyn                                                                    | Sasput                              | Sluis               | Zeeland       | beltmolen                | korenmolen                   | verdwenen                                                 |                                                       |             |
| De Meermin                                                                      | Terhofstede                         | Sluis               | Zeeland       | stellingmolen            | korenmolen                   | romp                                                      |                                                       |             |
| De Nieuwe Molen/De Graanhalm                                                    | Poortvliet                          | Tholen              | Zeeland       | stellingmolen            | korenmolen                   | romp                                                      |                                                       |             |
| Prins Hendrik                                                                   | Westkapelle                         | Veere               | Zeeland       | grondzeiler              | korenmolen                   | molensteen                                                | oorlogsmonument                                       |             |
| Molen van Risseeuw                                                              | Breskens                            | Sluis               | Zeeland       | stellingmolen            | korenmolen                   | romp                                                      |                                                       |             |
| De Roos                                                                         | Westkapelle                         | Veere               | Zeeland       | beltmolen                | korenmolen                   | verdwenen                                                 |                                                       |             |
| Ronde Molen                                                                     | Overslag                            | Terneuzen           | Zeeland       | stellingmolen            | korenmolen                   | romp                                                      |                                                       |             |
| Walmolen/Molen op bastion Generaliteit                                          | Sas van Gent                        | Terneuzen           | Zeeland       | grondzeiler              | korenmolen                   | romp                                                      |                                                       |             |
| Aalsmeerse molen                                                                | Moerkapelle                         | Zuidplas            | Zuid-Holland  | grondzeiler              | poldermolen                  | romp                                                      | woning                                                |             |
| Berkenwoudse ondermolen                                                         | Ouderkerk aan den IJssel            | Krimpenerwaard      | Zuid-Holland  | grondzeiler              | poldermolen                  | fundamenten                                               |                                                       |             |
| Berkousche Molen                                                                | Ouderkerk aan den IJssel            | Krimpenerwaard      | Zuid-Holland  | grondzeiler              | poldermolen                  | romp                                                      |                                                       |             |
| Boezemmolen 2 van de Bleiswijkse Droogmakerij                                   | Bleiswijk                           | Lansingerland       | Zuid-Holland  | achtkante bovenkruier    | poldermolen                  | in 1915 deels gesloopt                                    | afgeknotte romp                                       |             |
| Boezemmolen 5 van de Bleiswijkse Droogmakerij                                   | Bleiswijk                           | Lansingerland       | Zuid-Holland  | achtkante bovenkruier    | poldermolen                  | in 1936 deels gesloopt                                    | afgeknotte romp                                       |             |
| Boontjesmolen / Oude Veenmolen                                                  | Den Haag                            | Den Haag            | Zuid-Holland  | grondzeiler              | poldermolen                  | verdwenen                                                 | nvt                                                   |             |
| Broekslootmolen                                                                 | Rijswijk                            | Rijswijk            | Zuid-Holland  | grondzeiler              | poldermolen                  | verdwenen                                                 | nvt                                                   |             |
| Duyvelsgatmolen                                                                 | Delft                               | Delft               | Zuid-Holland  | torenmolen               | poldermolen                  | verdwenen                                                 | nvt                                                   |             |
| Het Fortuin (Rijswijk)                                                          | Rijswijk                            |                     | Zuid-Holland  | snuifmolen               | stellingmolen                | verdwenen                                                 | nvt                                                   |             |
| Geervlietsche Molen                                                             | Heenvliet                           | Nissewaard          | Zuid-Holland  | poldermolen              | grondzeiler                  | restant                                                   | woonhuis                                              |             |
| Gijbelandse Molen                                                               | Bleskensgraaf                       | Molenwaard          | Zuid-Holland  | poldermolen              | wipmolen                     | ondertoren                                                | woonhuis                                              |             |
| De Graankorrel                                                                  | Delfshaven                          | Rotterdam           | Zuid-Holland  | stellingmolen            | moutmolen                    | romp                                                      | onbekend                                              |             |
| Grote Molen                                                                     | Maasland                            | Midden-Delfland     | Zuid-Holland  | grondzeiler              | poldermolen                  | deel van romp                                             | gemaal                                                |             |
| Hoefpoldermolen                                                                 | De Lier                             | Westland            | Zuid-Holland  | achtkante bovenkruier    | poldermolen                  | in 1928 gesloopt                                          | verdwenen                                             |             |
| Hoge Tiendwegse Molen                                                           | Streefkerk                          | Molenwaard          | Zuid-Holland  | wipmolen                 | poldermolen                  | in 1962 afgebrand                                         | mogelijk herbouw                                      |             |
| De Hoop                                                                         | Overschie                           | Rotterdam           | Zuid-Holland  | stellingmolen            | korenmolen                   | romp                                                      | kantoorruimte                                         |             |
| Landzicht                                                                       | Heerjansdam                         | Zwijndrecht         | Zuid-Holland  |                          | korenmolen                   | romp                                                      |                                                       |             |
| Landzicht                                                                       | Numansdorp                          | Cromstrijen         | Zuid-Holland  | stellingmolen            | korenmolen                   | romp                                                      |                                                       |             |
| Molen nummer 1                                                                  | Moerkapelle                         | Zuidplas            | Zuid-Holland  | grondzeiler              | poldermolen                  | romp                                                      | woning                                                |             |
| Molen nummer 2                                                                  | Moerkapelle                         | Zuidplas            | Zuid-Holland  | grondzeiler              | poldermolen                  | romp                                                      | woning                                                |             |
| Molen nummer 3                                                                  | Moerkapelle                         | Zuidplas            | Zuid-Holland  | grondzeiler              | poldermolen                  | romp                                                      | woning                                                |             |
| Molen nummer 4                                                                  | Moerkapelle                         | Zuidplas            | Zuid-Holland  | grondzeiler              | poldermolen                  | romp                                                      | woning                                                |             |
| Molen de Oorsprong                                                              | Moerkapelle                         | Zuidplas            | Zuid-Holland  | wipmolen                 | poldermolen                  | romp                                                      | woning                                                |             |
| Molen de Platluis                                                               | Moerkapelle                         | Zuidplas            | Zuid-Holland  | grondzeiler              | poldermolen                  | romp                                                      | woning                                                |             |
| Molen van Hol                                                                   | Haastrecht                          | Krimpenerwaard      | Zuid-Holland  | wipmolen                 | poldermolen                  | ondertoren                                                |                                                       |             |
| Molen van Speelman                                                              | Sassenheim                          | Teylingen           | Zuid-Holland  | stellingmolen            | korenmolen                   | romp                                                      | woning                                                |             |
| Molen van Van der Hoeven                                                        | Pijnacker                           | Pijnacker-Nootdorp  | Zuid-Holland  | achtkante bovenkruier    | poldermolen                  | in 1918 deels gesloopt                                    | gemaal                                                |             |
| Nieuwe Ziendemolen                                                              | Zwammerdam                          | Nieuwkoop           | Zuid-Holland  | achtkante bovenkruier    | poldermolen                  | in 1894 deels gesloopt                                    | afgeknotte romp                                       |             |
| De Noord                                                                        | Rotterdam                           | Rotterdam           | Zuid-Holland  | stellingmolen            | korenmolen                   | in 1954 uitgebrand en afgebroken                          | nvt                                                   |             |
| Ondermolen 23 van de Bleiswijkse Droogmakerij                                   | Bergschenhoek                       | Lansingerland       | Zuid-Holland  | achtkante bovenkruier    | poldermolen                  | in 1915 deels gesloopt                                    | afgeknotte romp                                       |             |
| Ondermolen v.d. Zoetermeerse Polder                                             | Zoetermeer                          | Zoetermeer          | Zuid-Holland  | achtkante grondzeiler    | poldermolen                  | onbekend                                                  | afgeknotte romp                                       |             |
| De Oranjeboom                                                                   | Leiden                              | Leiden              | Zuid-Holland  | walmolen                 | korenmolen                   | in 1904 gesloopt                                          |                                                       |             |
| De Oranjeboom                                                                   | Voorschoten                         | Voorschoten         | Zuid-Holland  | grondzeiler              | korenmolen                   | in 1938 gesloopt                                          |                                                       |             |
| Oude Liermolen                                                                  | De Lier                             | Westland            | Zuid-Holland  | grondzeiler              | poldermolen                  | in 1929 verbouwd tot dieselgemaal                         | dieselgemaal                                          |             |
| De Papegaey                                                                     | Delft                               | Delft               | Zuid-Holland  | stellingmolen            | korenmolen                   | in 1936 gesloopt                                          | nvt                                                   |             |
| Papemolen                                                                       | Voorschoten                         | Voorschoten         | Zuid-Holland  | grondzeiler              | poldermolen                  | in 1953 gesloopt                                          | onbekend                                              |             |
| Sluismolen                                                                      | Streefkerk                          | Molenwaard          | Zuid-Holland  | wipmolen                 | poldermolen                  | fundering                                                 | herbouw                                               |             |
| Venniperpoldermolen                                                             | Hillegom                            | Hillegom            | Zuid-Holland  | grondzeiler              | poldermolen                  | restant onderbouw in 2012 gesloopt                        | gemaal                                                |             |
| Het Vertrouwen                                                                  | Delfshaven                          | Rotterdam           | Zuid-Holland  | stellingmolen            | voorheen moutmolen           | romp                                                      | onbekend                                              |             |
| Welgelegen                                                                      | Hendrik-Ido-Ambacht                 | Zwijndrecht         | Zuid-Holland  | stellingmolen            | tras- en oliemolen           | verdwenen                                                 | nvt                                                   |             |
| Westbroekmolen/Zuidbuurtse Molen                                                | Zuidbuurt                           | Zoeterwoude         | Zuid-Holland  | grondzeiler              | poldermolen                  | romp                                                      | woonhuis                                              |             |
| Zuid-Hoflandsche Poldermolen                                                    | Voorschoten                         | Voorschoten         | Zuid-Holland  | wipmolen                 | poldermolen                  | in 1927 gesloopt                                          | ntv                                                   |             |